# Агнес фон Фалкенщайн
Агнес фон Фалкенщайн (на немски: Agnes von Falkenstein; * ок. 1314; † сл. 1376) е благородничка от фамилията Фалкенщайн и чрез женитба графиня на Цигенхайн и Нида (1359 – 1372).
Тя е дъщеря на Филип IV фон Фалкенщайн († сл. 1328) и третата му съпруга Йохана фон Сарверден († сл. 1347), дъщеря на граф Йохан I фон Сарверден († 1310) и Фериата фон Лайнинген († 1314/1315). Сестра е на Куно II фон Фалкенщайн, архиепископ и курфюрст на Трир (1362 – 1388).

## Фамилия
Агнес фон Фалкенщайн се омъжва пр. 27 март 1349 г. за граф Готфрид VII фон Цигенхайн и Нида († октомври или 8 ноември 1372), първият син на граф Йохан I фон Цигенхайн-Нида († 1359) и първата му съпруга му Лукардис фон Цигенхайн-Нида. Те имат децата:
- Готфрид VIII (* сл. 1350; † пр. 24 септември 1394), от 1372 г. граф на Цигенхайн и Нида, женен на 3 август 1371 г. за принцеса Агнес фон Брауншвайг-Гьотинген († 1416)
- Изенгард фон Цигенхайн († 1361), омъжена 1356 г. за Еберхард I фон Епенщайн († 1391)
- Агнес фон Цигенхайн († 1374), омъжена пр. 28 октомври 1370 г. за граф Крафт IV фон Хоенлое-Вайкерсхайм († 1399)